# Барыкин, Анатолий Петрович
Анатолий Петрович Барыкин (род. 14 июля 1952) — российский политический деятель. Депутат Государственной Думы второго созыва (1995—1999).

## Биография
Родился 14 июля 1952 года.
Окончил философский факультет МГУ.
Депутат Государственной Думы Федерального Собрания РФ второго созыва (1998—1999). 9 октября 1998 года получил мандат депутата вместо сложившего полномочия Маслюкова Ю. Д. Был членом Комитета по образованию и науке.